# Robert W. Paul
Robert William Paul (3. října 1869, Londýn – 28. března 1943, Londýn) byl anglický vynálezce, elektrotechnik a průkopník filmu v Británii.

## Život
Roku 1891 si založil malou firmu Robert W. Paul Instrument Company, s malým obchodem v Hatton Garden. V roce 1894 se na něj obrátili dva řečtí obchodníci, kteří ho požádali, aby pro ně vytvořil kopii Edisonova kinetoskopu. Paul tak učinil, a když si zjistil, že Edison nikdy kinetoskop nepatentoval v Británii, sestrojil v březnu 1895 přístroj i sám pro sebe. Učinil tak s pomocí známého fotografa Birta Acrese. 29. března 1895 Paul a Acres natočili první britský film v historii, zachycoval Paulova přítele Henry Shorta v Acresově bytě. Do června pak natočili další průkopnické snímky: Oxford & Cambridge University Boat Race; Arrest of a Pickpocket; The Derby; Comic Shoe Black; Boxing Kangaroo; Performing Bears; Boxing Match; Carpenter's Shop; Dancing Girls; Rough Sea at Dover. V říjnu 1895 si Paul kameru nechal patentovat, kuriozitou pak je, že spoludržitelem patentu byl spisovatel Herbert George Wells, to proto, že Wells rok předtím podobný mechanismus popsal ve své knize Stroj času. Přístroj využíval Edisonův 35 milimetrový film, zásadním Paulovým přínosem pak bylo, že kinetoskop obohatil o "theatrograf", jak tomu říkal, tedy projekční přístroj, kterým se film dal promítat na plátno. Poprvé ho představil 20. února 1896 ve Finsbury Park College, přesně ve stejný den, v němž bratři Lumiérové představili svůj projektor v Paříži. 25. března měl Paul první komerční představení v Alhambra Theatre of Variety na Leicester Square. Většinu filmového materiálu mu připravil Birt Acres. Zajímavostí je, že jedním z prvních promítaných filmů byla série karikatur německého císaře Viléma II. a německého kancléře Bismarcka, kterou pro Acrese připravil karikaturista a kreslíř Tom Merry, takže se Paul stal též průkopníkem animovaného filmu. Jeho přístroj měl velmi dobrou pověst a dobře se prodával. I první kamera francouzského průkopníka filmového umění Georgese Mélièse byla vyrobena Paulem. V roce 1898 Paul založil první britské filmové studio v Muswell Hill. Téhož roku natočil film A Switchback Railway, patrně první film natočený na horské dráze. Roku 1901 Paul natočil snímek Scrooge, or, Marley's Ghost, první filmovou adaptaci románu Charlese Dickense Vánoční koleda. Paulova producentská činnost vrcholila v letech 1900–1905. Později se ve své firmě zaměřil na jiný sortiment, značně uspěl se svou verzí galvanometru, posléze se orientoval na výrobu vojenského vybavení, zejména radiotelegrafů pro britskou armádu. Roku 1919 jeho firmu koupila společnost Cambridge Scientific Instrument Company.